# 송은진
송은진(1985년 2월 18일 ~ )은 대한민국의 영화배우이다.

## 학력
- 우송정보대학